# Султанов, Урал Назибович
Урал Назибович Султанов (род. 18 ноября 1948, Никифарово, Башкирская АССР) — заслуженный лётчик-испытатель Российской Федерации, космонавт-испытатель в отряде космонавтов для полётов на орбитальном корабле «Буран».

## Биография

### Ранние годы
Окончил школу в Михайловке (пригород Уфы), в 1967 году окончил также Казанское суворовское военное училище.

### Служба в ВВС СССР
На службе с 1967 года. В 1971 году окончил Харьковское высшее военное авиационное училище летчиков (ХВВАУЛ), получил квалификацию военного летчика-истребителя. С 1971 года служил летчиком-инструктором Харьковского ВВАУЛ.
В 1977 году уволен в запас.

### Работа в авиационной промышленности

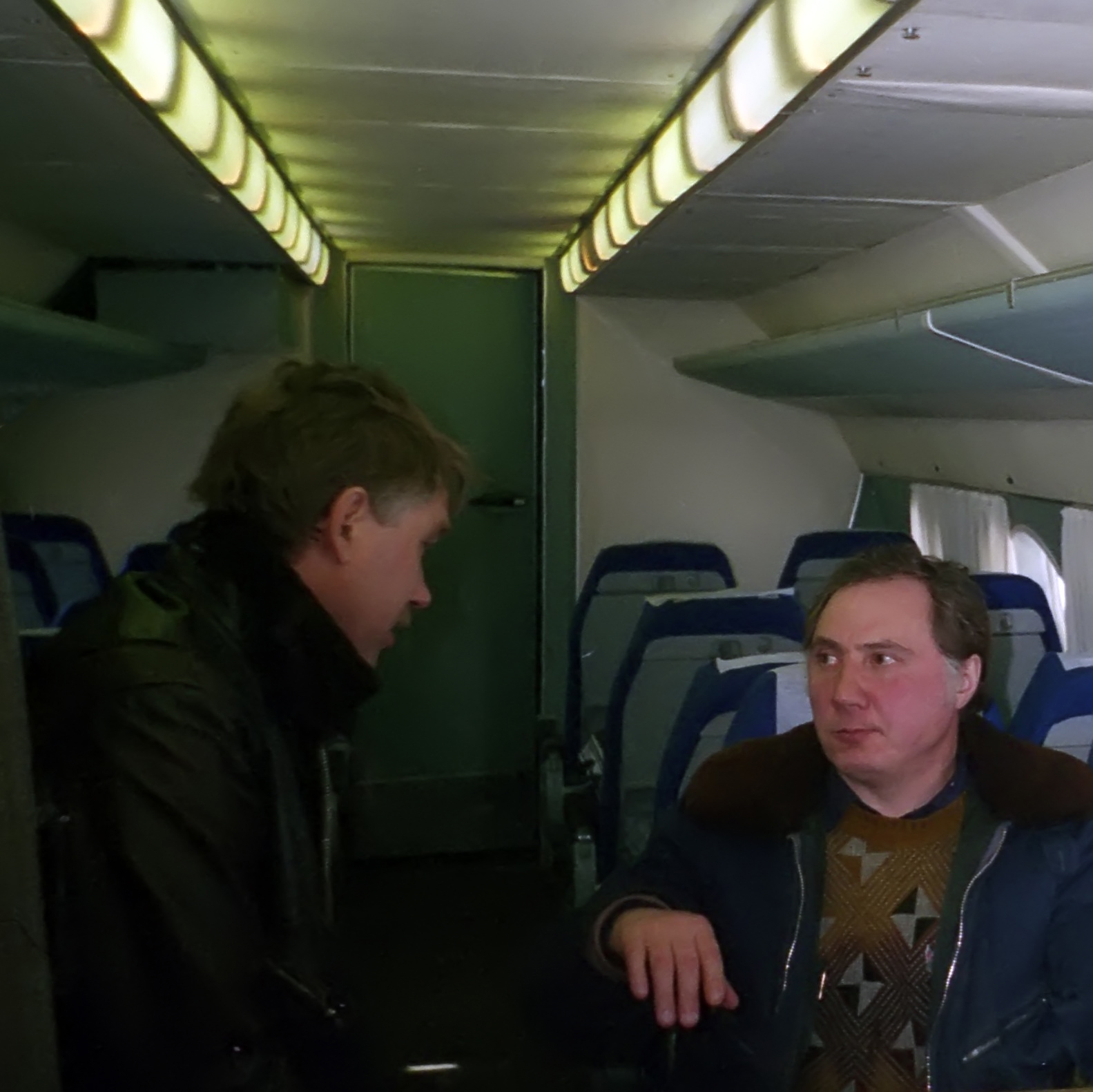
Редкий полёт пассажиром, У. Н. Султанов с коллегой на борту Ан-24 ЛИИ им. М. М. Громова (1996)

В 1978 году окончил Школу лётчиков-испытателей, работал лётчиком-испытателем ЛИИ. Проводил исследования двигателей самолётов МиГ-21 и МиГ-23 на критических режимах и высотах, разрабатывал тактику боевого маневрирования и элементов воздушного боя на самолётах МиГ-21 и МиГ-23. Участвовал в государственных совместных испытаниях по проверке совместимости пилотажно-навигационного комплекса и системы автоматического управления самолёта Су-27.
В 1981—1982 годах проводил испытания лазерной системы фотографирования завихрений воздуха на крыльях на самолёте Су-9 на больших углах атаки. В 1985—1987 годах и в 1990 году проводил прочностные испытания самолётов Су-27, Су-25, МиГ-31 и Су-24, двигателей самолётов МиГ-29 и Су-24.
В 1981 году окончил вечернее отделение факультета самолётостроения Жуковского филиала Московского авиационного института (МАИ) им. Серго Орджоникидзе, получив специальность инженера-механика.
Летом 1992 года проходил подготовку и участвовал в показательных полетах на выставке «Мосаэрошоу-92». Выполнял на самолёте Ту-154 снижение по крутой глиссаде и высший пилотаж на предельно малых высотах на самолёте МиГ-29.
С 16 ноября 1992 по 1997 год работал заместителем начальника Школы лётчиков-испытателей ЛИИ по лётной службе.
С марта 2002 года работал лётчиком в ООО «Авиакомпания имени В. Гризодубовой» в г. Жуковском, выполнял транспортные коммерческие перевозки на самолёте Ил-18.
Султанов имеет общий налёт более 4000 часов на 48 типах самолётов и их модификаций.

### Космическая подготовка
В 1978 году участвовал в отработке системы и принципов управления посадкой «Бурана», снижающегося по крутой глиссаде, на самолёте Ил-18. В 1979—1980 годах участвовал в эксперименте «Иммерсия», который заключался в исследовании воздействия невесомости на технику пилотирования. После недельной гидроневесомости выполнял посадку на Ил-18 (1979) и на Су-7 (1980) по крутой глиссаде.
В феврале 1982 года был отобран для работ по программе 11Ф35 («Буран»). В сентябре 1982 года был направлен на углубленные медицинские обследования в Институт медико-биологических проблем (ИМБП). 29 декабря 1982 года прошёл врачебно-экспертную комиссию, а 25 января 1983 года получил окончательное заключение о годности к спецподготовке и приказом МАП № 213 от 25 апреля 1983 года был зачислен кандидатом в отряд космонавтов-испытателей.
С 13 ноября 1985 года по 22 мая 1987 года проходил общекосмическую подготовку в ЦПК им. Ю. А. Гагарина. После сдачи зачетов 5 июня 1987 года ему была присвоена квалификация «космонавт-испытатель».
С 1987 года проходил подготовку по программе «Буран», в ходе которой отрабатывал системы ручного управления и автоматической посадки на самолёте-лаборатории Ту-154, оснащенном системой управления «Бурана», и самолётах МиГ-25 и Су-7У, по аэродинамике приближенных к МТКК «Буран».
С 1988 года планировался в МАП в качестве второго пилота дублирующего экипажа «Бурана» для первого пилотируемого полета.
В 1988 году готовился к пилотированию МиГ-25 при встрече «Бурана» после первого орбитального полета и был дублером Магомеда Толбоева.
В 1991—1992 годах участвовал в летной подготовке французских космонавтов и летчиков по программе пилотирования воздушно-космических самолётов. В 1991 был инструктором Жан-Лу Кретьена, в 1992 году — Жан-Пьера Эньере и летчика Ги Мито.

### Семья
Женат, двое дочерей.

## Награды и звания
- Заслуженный лётчик-испытатель Российской Федерации (18.12.1997)
- Лётчик-испытатель первого класса (1986)
- Почётный член Союза ветеранов кораблей измерительного комплекса имени адмирала Ю. И. Максюты

## Признание
- В Давлекановском районе Республики Башкортостан с 2012 года работает Международная летняя аэрокосмическая школа имени Урала Султанова (создана Башкортостанским региональным отделением Федерации космонавтики России, Уфимским государственным авиационным техническим университетом и спортивным клубом охотников «Рада»)